# Juan Ramón Garrido
Juan Ramón Garrido Meza (* 12. September 1963 in Santiago) ist ein ehemaliger chilenischer Fußballspieler. Der Offensivspieler bestritt zwei Länderspiele für die Nationalmannschaft.

## Karriere

### Verein
Juan Ramón Garrido begann seine Karriere 1980 beim CD Santiago Morning, als er im Alter von 16 Jahren debütierte. Bis 1984 spielte er bei La V Negra. Danach wechselte der Offensivakteur teils mehrmals pro Jahr den Verein. 1989 kam er zum CD Palestino, wo er in der Segunda División mit 20 Toren Torschützenkönig wurde und seinem Team so zum Aufstieg verhalf. Auslandserfahrungen sammelte Garrido in Mexiko beim Tecos FC und in Kolumbien bei Independiente Santa Fe. Er kehrte 1991 wieder zu Palestino nach Chile zurück und ließ seine Karriere dann bei Unión San Felipe, mit einer kurzen Zwischenstation bei Deportes Temuco, ausklingen.

### Nationalmannschaft
Für die Nationalmannschaft bestritt Garrido zwei Spiele im Oktober und November 1990 bei der Copa Expedito Teixeira. Beide Spiele gegen Brasilien endeten mit einem torlosen Unentschieden.
1983 war Garrido bereits in den Kader der U20-Nationalmannschaft zur Südamerikameisterschaft berufen worden.

## Auszeichnungen
- Torschützenkönig der Segunda División: 1989